# Église Saint-Valéry de Fontaine-la-Mallet
L'église Saint-Valéry de Fontaine-la-Mallet est une église qui se dresse sur la commune de Fontaine-la-Mallet dans le département de la Seine-Maritime, en région Normandie.

## Historique
L'église, y compris le presbytère, l'escalier et les murs de terrasse et d'enclos, en totalité sont inscrits au titre des monuments historiques par arrêté du 26 novembre 2001.
L'édifice a été reconstruit de 1954 à 1957, l'architecte est Serge Zoppi.

## Architecture

### Galerie

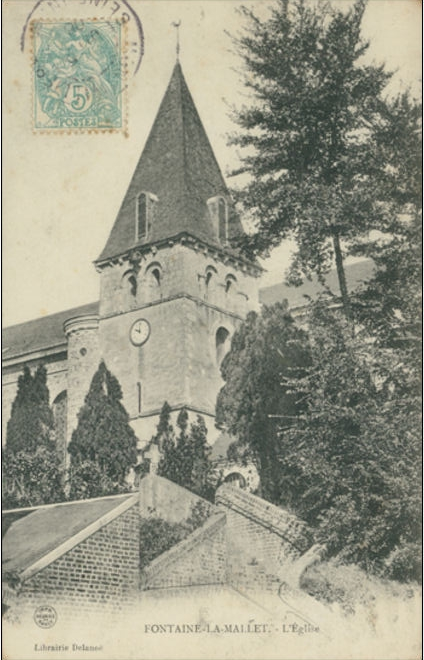
Carte postale l'ancienne église vers 1910 détruite en 1944.
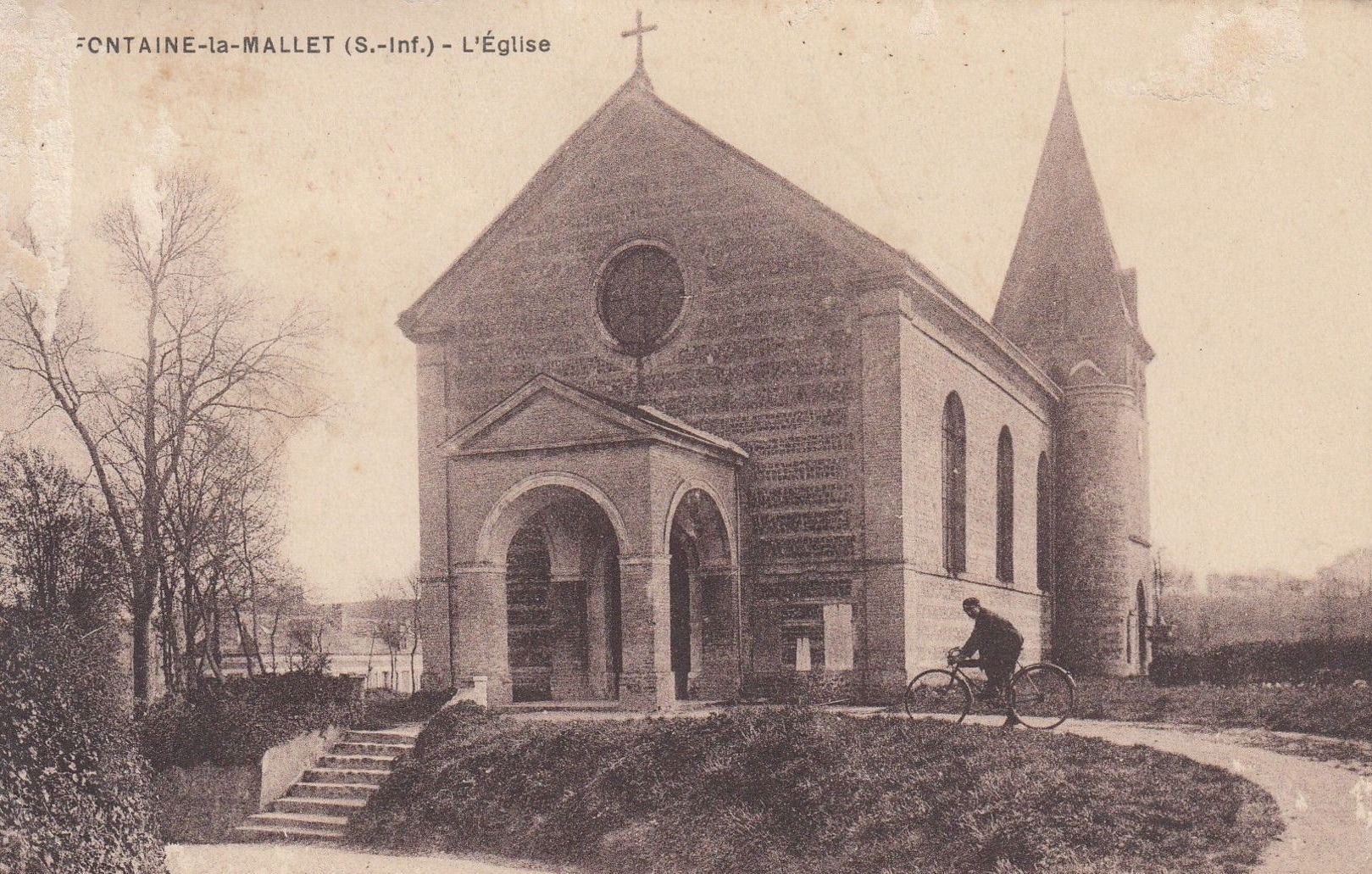
Carte postale l'ancienne église vers 1920.
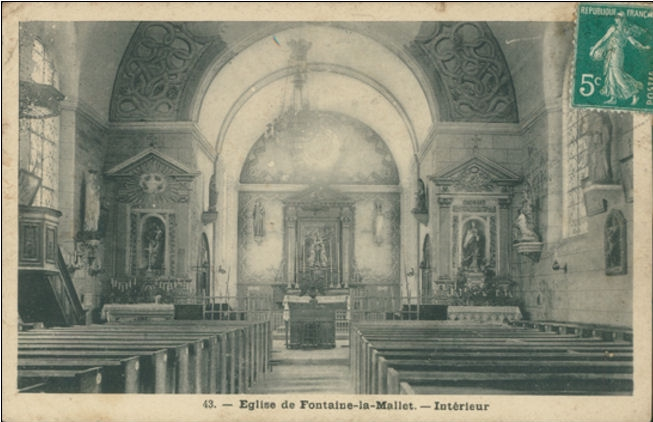
Carte postale de l'intérieur de l'ancienne église vers 1910.
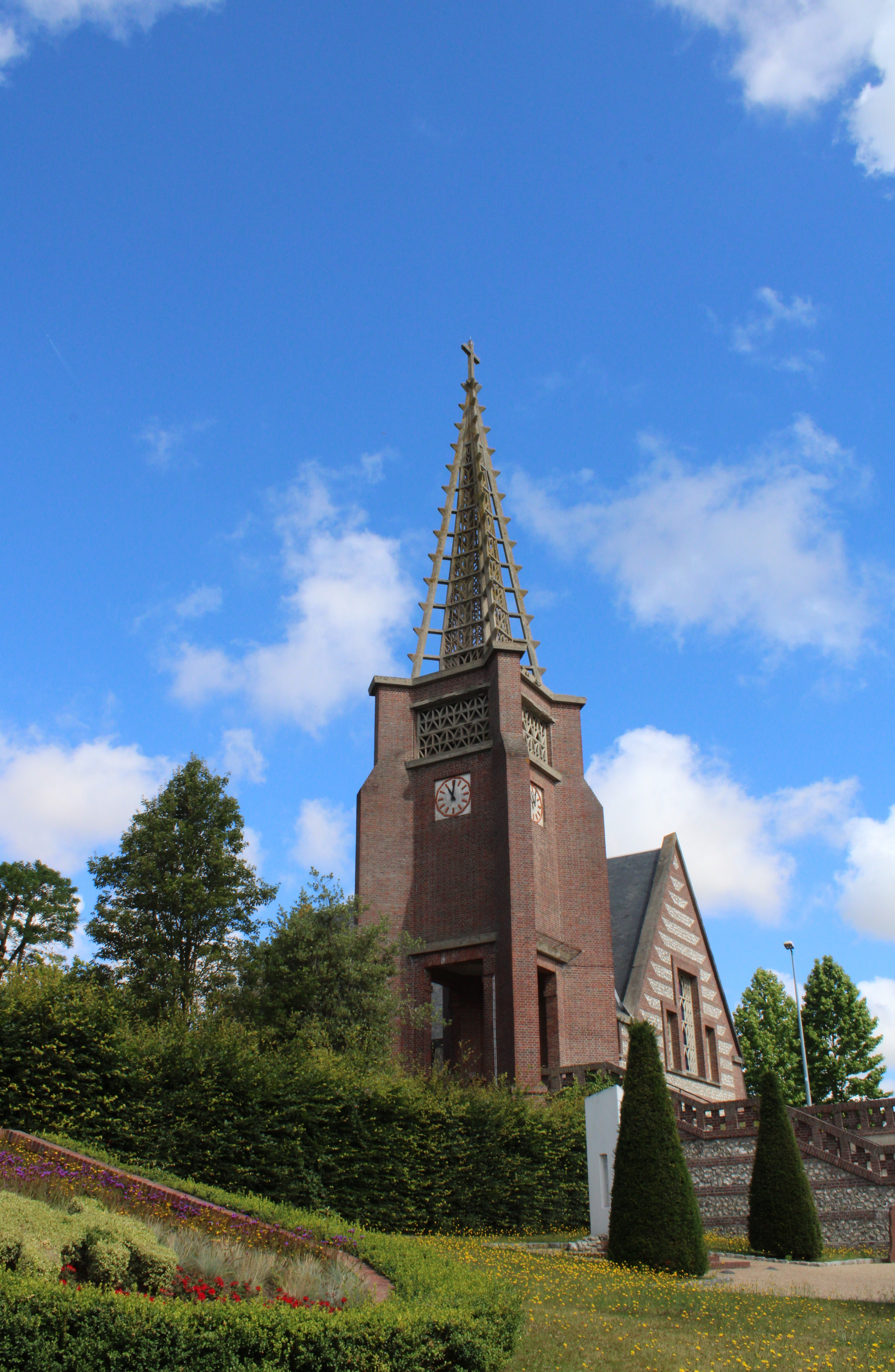
L'église Saint-Valéry actuelle reconstruite entre 1954 et 1957.
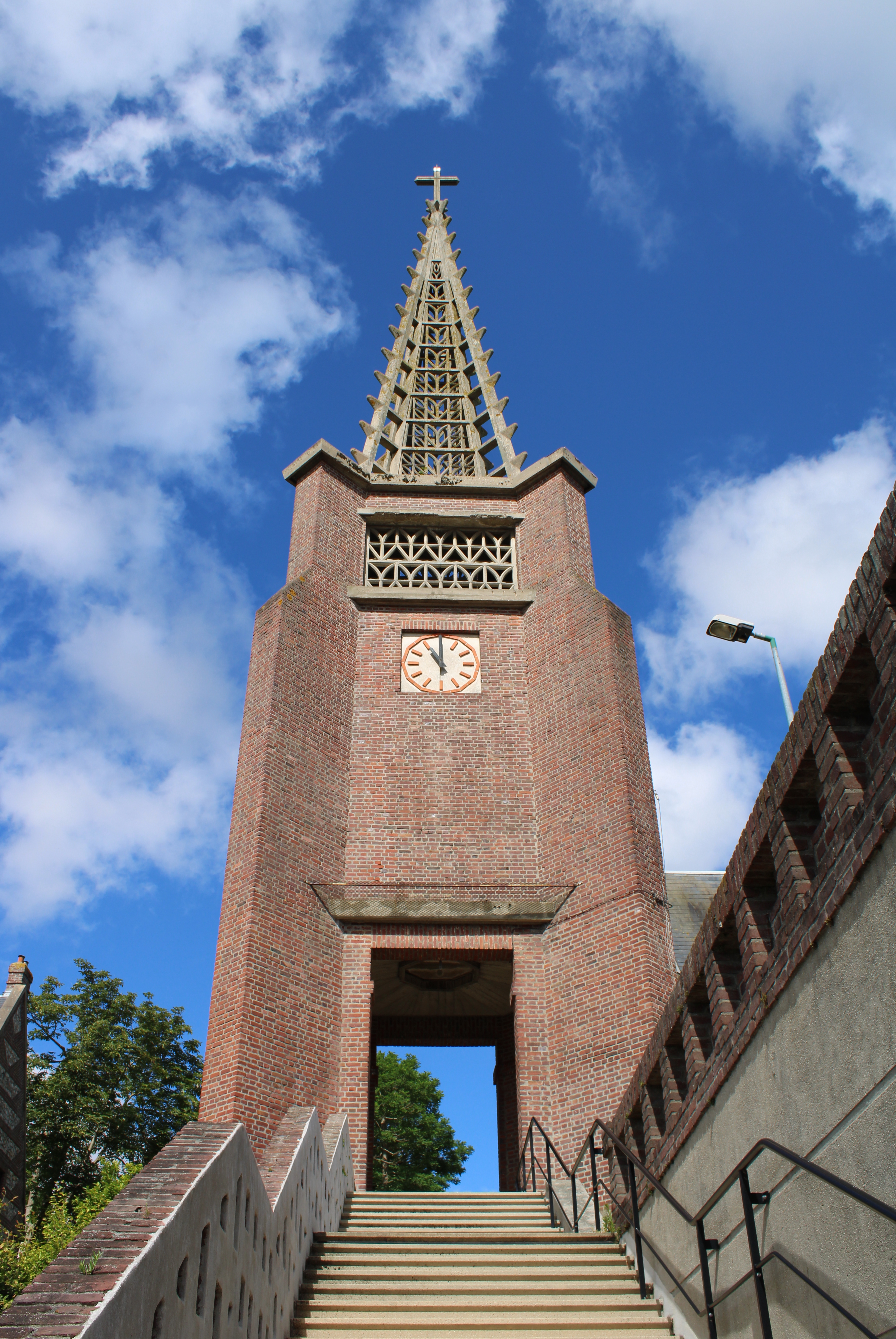
Clocher-porche de l'église Saint-Valéry actuelle reconstruite entre 1954 et 1957.